# قاسم الناصر
 اللواء قاسم باشا الناصر الخصاونة (1925-2007) من رجالات الأردن

## ولادته ونشأته
ولد اللواء قاسم محمد محمود الناصر في قرية إيدون في محافظة إربد في المملكة الأردنية الهاشمية (إمارة شرق الأردن آنذاك) في رمضان عام 1343 للهجرة الموافق لنيسان - أبريل عام 1925م. تربى قاسم الناصر في كنف والده الشيخ محمد المحمود العبد الله الناصر، الذي كان يعمل في مؤسسة الإقراض الزراعي وتدرج في الوظيفة إلى أن وصل لمنصب نائب مدير عام المؤسسة.
تلقى قاسم الناصر علومه الابتدائية والثانوية في عمان، ومن بين أساتذته في تلك المرحلة عبد المنعم الرفاعي وفوزي الملقي وغيرهم، لكنه أتم تعليمه الثانوي في مدينة إربد العام 1943. بعد ذلك التحق بالقوات المسلحة الأردنية (الجيش العربي الأردني آنذاك) في 22 أيلول 1943 برتبة مرشح، وكان رقمه العسكري 367.

## معارك فلسطين
كانت رحلة عمر قاسم الناصر مفعمة الأحداث، فقد كان من بين ضباط الجيش العربي الذين يملؤهم الحس القومي، ولذلك فقد طغى على قاسم الناصر ورفاقه الضباط الأردنيين الجانب العروبي والقومي. من أهم الأحداث التي واجهها قاسم الناصر كانت مشاركته البطولية في معارك الجيش الأردني على أرض فلسطين العام 1948، وقد شارك بالعديد من المعارك من ضمنها: معارك اللطرون، وباب الواد، وكفار عصيون ، ومشيرم وغيرها. وخلال هذه المعارك، وتحديداً في معركة القدس بحي الشيخ جراح، أصيب بشظية مدفعية في رأسه كادت تودي بحياته ، لكنه جالد على الألم وقام بلف (الشماغ) الذي كان يرتديه الضباط الأردنيين في تلك الفترة، وتمكن من السير على قدميه إلى المستشفى، وقد تركت هذه الإصابة أثراً على رأسه لازمه حتى وفاته. كذلك قام قاسم الناصر مع عدد من زملائه بتدريب مجموعات من الفلسطينيين على الأعمال الفدائية في اللد والرملة وغيرهما.

## تعريب الجيش
لقد كان للحس العروبي القومي للضباط الأردنيين أثراً كبيراً في سخطهم على الوجود البريطاني الاستعماري في الأردن، ولذلك أسس الضباط الأردنيون في خمسينيات القرن العشرين «حركة الضباط الأحرار الأردنيين»، وقد كان لدى هذه الحركة هدفان يتمثلان بتعريب الجيش الأردني من الوجود البريطاني، وإلغاء المعاهدة الأردنية البريطانية. انتخبت هذه الحركة شاهر أبو شحوت رئيساً لها، وقاسم الناصر نائباً للرئيس، وضمت العديد من الضباط الوطنيين المعروفين بالانتماء والإخلاص والوطنية، من بينهم: علي أبو نوار، محمود المعايطة، تركي الهنداوي، سعيد السبع، علي الحياري، الشريف زيد بن شاكر (الأمير بعد ذلك)، نذير رشيد، ضافي الجمعاني وغيرهم. قامت هذه الحركة بالاتصال مع الملك الحسين بن طلال من خلال علي أبو نوار الذي كان في ذلك الوقت مرافقاً عسكرياً للملك الحسين. قام أبو نوار بإطلاع الملك على غايات وأهداف التنظيم، ورحب الملك وبارك هذا التنظيم وأبدى رغبته بتأييده والمساعدة على تحقيق أهدافه، وقد أثمر هذا الجهد الوطني من قبل كل من الملك وتنظيم الضباط الأحرار الأردنيين إلى إعلان الراحل الملك الحسين في الأول من آذار عام 1956 تعريب الجيش الأردني وطرد كلوب باشا من الأردن.

## المنفى والسجن
في ضوء هذا المد القومي بين ضباط الجيش الأردني، والذين آلت إليهم قيادة الجيش وكافة أركانه بعد مغادرة البريطانيين، فقد شعرت أمريكا وبريطانيا بأن مصالحهما في الأردن مهددة من قبل هذا التوجه القومي. لذلك، فقد قاموا بالوشاية على حركة الضباط الأحرار من خلال عدد من أتباعهم المقربين من الملك، وقاموا بإقناع الملك الحسين بأن الحركة تسعى لعمل انقلاب على النظام الملكي في الأردن. وعلى إثر هذه الوشاية فقد صدرت عام 1957 الأوامر بإلقاء القبض على هؤلاء الضباط، ومن بينهم قاسم الناصر. وكون ضباط الحركة كانوا يمسكون بمفاصل الجيش فقد تسربت هذه المعلومة إليهم. ولكن هذه الوشاية لم تكن صحيحة على الإطلاق،  ولا أدل على ذلك من عدم قيام الحركة بأي تحرك ضد الملك رغم إمساكهم بزمام الأمور في الجيش. وعليه، فقد تم إلقاء القبض على جزء من الضباط مثل شاهر أبو شحوت، أحمد زعرور، محمود المعايطة، تركي الهنداوي، ضافي الجمعاني، شوكت السبول، عبد الله قاعد وجعفر الشامي وغيرهم، وتم حبسهم في معتقل الجفر. أما الجزء الباقي ومنهم قاسم الناصر، محمود الموسى، عصام الجندي، سعيد السبع، كمال الحياري، وغيرهم فقد تمكنوا من المغادرة فوراً إلى سوريا وقاموا بطلب اللجوء السياسي الذي حصلوا عليه بسهولة بسبب الانتماءات البعثية التي كانت موجودة لدى بعض ضباط التنظيم. بعد ذلك قام بعض الضباط باللجوء السياسي في مصر، مثل: علي أبو نوار وعلي الحياري، حيث تمت معاملتهم معاملة حسنة حيث كان أبناء التنظيم على علاقة شخصية مع الرئيس جمال عبد الناصر، ومع العديد من القيادات المصرية مثل حسين الشافعي، زكريا محي الدين، حسن التهامي، جمال حماد، كمال رفعت وغيرهم. لكن قاسم الناصر آثر البقاء في سوريا لقربها من الأردن، ولإيمانه العميق بأن يوما ما سيأتي ويعود لوطنه. تمت محاكمة أبناء التنظيم، وحكم على قاسم الناصر بالسجن لمدة عشر سنوات، شددت للإعدام كونه غير موجود على الأرض الأردنية. بقي قاسم الناصر في المنفى لمدة أربع سنوات، ولكن لسان حاله كان قول الشاعر:
بلادي وإن جارت علي عزيزة *** وأهلي وإن ضنوا علي كرام.
خلال هذه المدة منع أقارب قاسم الناصر من مغادرة الأردن لزيارته. لذلك، ورغم حكم الإعدام، فقد كان قاسم الناصر يتسلسل بكل شجاعة وإقدام إلى الأردن لزيارة والديه. وفي إحدى هذه الزيارات قام أحد الوشاة بإخبارية عن مكان وجوده. وبالفعل، فقد قامت وحدات كبيرة من الجيش بمحاصرة منزل طيب الذكر هاجم الهنداوي، أحد أقارب قاسم الناصر ومن أبناء الأردن الوطنيين، حيث كان قاسم الناصر موجوداً. وتم إلقاء القبض عليه، وفورا تم أخذه إلى مبنى المخابرات بعمان. وقد اعتبر هذا الاعتقال بمثابة الانهيار للعمل الوطني والنضالي، وعن هذا كتب المناضل بهجت أبو غربية في مذكراته: «... وصل نشاطنا إلى حد الانهيار عندما ألقي القبض على المقدم قاسم الناصر في إربد بعد يومين من قدومه سراً من سوريا، وهو من أشجع ضباط الجيش العربي البعثيين ومن أعضاء تنظيم الضباط الأردنيين الأحرار...».
لقد كان للواء الناصر جرأة وشجاعة كبيرتين، فقد حدث أن زاره الملك الحسين في الزنزانة. وعرض عليه سيجارة، وقال له: «إلي مثلك بدنا إياهم معانا مش علينا»، فما كان من اللواء الناصر إلا أن أخبر الملك الحسين بأن حركة الضباط الأردنيين لم يكن لديها أية نوايا بالانقلاب، وقال له: ما الفائدة من الانقلاب، فقد كنتَ مطلعا على التنظيم وعلى غاياته. بقي قاسم الناصر في الزنزانة مدة ستة عشر شهراً وثلاثة عشر يوماً، وقد كانت ظروف الزنزانة صعبة، شاركه أيامها العجاف المناضل الفلسطيني الكبير بهجت أبو غربية الذي اعتبر مشاركته لذات الزنزانة مع قاسم الناصر بمثابة الإفراج. بعد ذلك، في العام 1962 أصدر الملك الحسين عفواً عاماً شمل قاسم الناصر ورفاقه من أبناء تنظيم الضباط الأحرار الأردنيين.

## ما بعد السجن
بعد خروجه من السجن بقي قاسم الناصر بدون جنسية، فقد تم سحب جنسيته منه، وكان لديه وثيقة تفيد بأن جنسيته: "بلا"، وكان لذلك أثرا نفسياً مؤلماً في نفسه، إلى أن تدخل مدير عام دائرة الأحوال المدنية آنذاك فضل الدلقموني، وقال: إذا إنتوا مش أردنيين، مين أردني؟" وبالفعل، تم إعادة الجنسية الأردنية لهم.
عمل قاسم الناصر بعد ذلك موظفاً في مجلس الإعمار لعدة سنوات، تدخل بعدها اللواء الشريف محمد هاشم مدير الأمن العام لدى وصفي التل (رئيس الوزراء آنذالك) وقام بإعادة الضباط الأحرار إلى الخدمة العسكرية. عاد اللواء الناصر للعمل في مديرية الأمن العام، ورفض العودة للجيش العربي، وقال لوصفي التل كيف نستطيع العودة للجيش بعد كل الذي حدث، فالكرامة العسكرية تمنع هذه العودة. تدرج قاسم الناصر بالمناصب العسكرية إلى أن عين مساعداً لمدير الأمن العام. بعد ذلك قام الملك الحسين بترفيعه إلى رتبة لواء وعينه مديراً للدفاع المدني. أحيل بعد ذلك إلى التقاعد، ورفض العديد من المناصب التي عرضت عليه، وآثر أن يتفرغ بعدها لعمله الخاص.

## السجل العسكري
لقد كان سجل اللواء الناصر حافلاً من حيث التدريب والتأهيل العسكري الاحترافي، فقد تلقى تدريبه العسكري الأولي في معسكر المحطة. ثم تلقى دورة أسلحة خفيفة ودورة مهارة الميدان ودورة ألغام في مراكز تدريب الجيش البريطاني في فلسطين. خاض بعد ذلك دورة ألغام ودورة قادة فئات ودورة قادة سرايا وأركان حرب (إدارة) في بريطانيا. كما التحق بكتيبة مدرعات لمدة أحد عشر أسبوعاً في إيرلندا الشمالية.
خلال خدمته في الجيش، عين اللواء الناصر قائد فئة مشاة وقائد مفرزة، ثم قائد سرية مشاة، ثم قائد سرية مساندة في كتيبة مشاة، ثم أركان حرب كتيبة مشاة، ثم قائد الجناح الحربي بمعسكر العبدلي، ثم قائد جناح الدورات بمعسكر العبدلي، ثم مرافق لرئيس الوزراء (سعيد المفتي آنذاك)، ثم مدير مكتب مطبوعات الجيش في قيادة الجيش، ثم قائد كتيبة مشاة، ثم نائب مدير الاستخبارات العسكرية.
أما بعد خروجه من السجن، وبعد عمله في مجلس الإعمار فقد التحق بالأمن العام، وفيه عين مديراً للوازم، ثم مديراً للمرتب، ثم مساعداً لمدير الأمن العام للإدارة، إلى أن صدرت الإرادة الملكية بتعيينه مديراً عاماً للدفاع المدني.
أما عن الوحدات التي خدم بها فهي كما يلي:
| الوحدة                     | تاريخ النقل        |
| -------------------------- | ------------------ |
| الكتيبة الثالثة            | 8 كانون ثاني 1944  |
| السرية الخامسة             | 1 أيار 1945        |
| سرية المشاة الرابعة عشر    | 7 شباط 1946        |
| سرية المشاة الثانية عشر    | 12 أيار 1948       |
| الكتيبة السادسة            | 1 أيلول 1948       |
| قوة "ج"                    | 1 تشرين ثاني 1948  |
| الكتيبة الهاشمية           | 20 شباط 1949       |
| الكتيبة الرابعة            | 16 آب 1950         |
| القيادة العليا/المطبوعات   | 7 كانون ثاني 1951  |
| الكتيبة الخامسة            | 15 آذار 1952       |
| مركز التدريب               | 13 أيلول 1953      |
| العمليات الحربية           | 1 نيسان 1956       |
| الكتيبة السابعة/قائداً      | 8 أيار 1956        |
| رئاسة الأركان العامة       | 28 كانون ثاني 1957 |
| الاستخبارات العسكرية       | 28 كانون ثاني 1957 |
| الأمن العام/الديوان        | 8 نيسان 1964       |
| لوازم الأمن العام/مديراً    | 3 أيار 1964        |
| الأمن العام/مدير المرتب    | 9 أيار 1965        |
| الأمن العام/مساعداً للإدارة | 31 كانون ثاني 1966 |
| الدفاع المدني/مديراً        | 1 آب 1967          |

## وفاته
ثمانون عاماً ونيف عاشها اللواء قاسم الناصر، ترك خلالها بصمات واضحة في تاريخ الأردن الحديث. آمن خلال حياته بقضايا وطنه الأردن، وأثر وتأثر بقضايا أمته العربية التي عمل لأجلها. فقد كان لأحداث فلسطين والعراق وقعاً خاصاً في نفسه. اجتمع أبناء عشيرته وشخصيات الأردن الوطنية ومندوب الملك عبد الله الثاني بن الحسين في جنازة عسكرية رسمية وشعبية مهيبة جابت شوارع مدينة إربد إلى أن ووري جثمانه الطاهر الثرى في مقبرة إيدون إلى جوار قبر والده. لدى اللواء الناصر ستة أبناء: سامي، محمود، سامح، كمال، جمال، محمدأمين، وثلاثة أشقاء: الدكتور عدنان، العميد عادل، الدكتور مروان. توفي اللواء الناصر ليلة الجمعة في ليلة القدر الثاني والعشرين من شهر رمضان عام 1428 للهجرة، الموافق للرابع من تشرِين الأَول عام 2007. قال تعالى:
{يا أيتها النفس المطمئنة ارجعي إلى ربك راضية مرضية فادخلي في عبادي وادخلي جنتي}